# International Challenger Quanzhou
L'International Challenger Quanzhou, nome ufficiale South Asia Cup, è stato un torneo professionistico maschile di tennis che si giocava a Quanzhou, in Cina. L'evento faceva parte dell'ATP Challenger Tour e si giocava sui campi in cemento all'aperto del Blossom Garden Tennis Center. Si è disputata la sola edizione del 2017, svoltasi tra il 20 e il 26 marzo con un montepremi di $50.000+H.

## Albo d'oro

### Singolare
| Anno | Campione        | Finalista         | Punteggio      |
| ---- | --------------- | ----------------- | -------------- |
| 2017 | Thomas Fabbiano | Matteo Berrettini | 7–6(5), 7–6(7) |

### Doppio
| Anno | Campioni                        | Finalisti                      | Punteggio        |
| ---- | ------------------------------- | ------------------------------ | ---------------- |
| 2017 | Hsieh Cheng-peng Peng Hsien-yin | Andre Begemann Aljaksandr Bury | 3–6, 6–4, [10–7] |